# Dreeus
Dreeus is een geslacht van kevers uit de familie bladkevers (Chrysomelidae).
De wetenschappelijke naam van het geslacht werd in 1983 gepubliceerd door Shute.

## Soorten
- Dreeus distinctus Shute, 1983